# Движение жёлтых жилетов

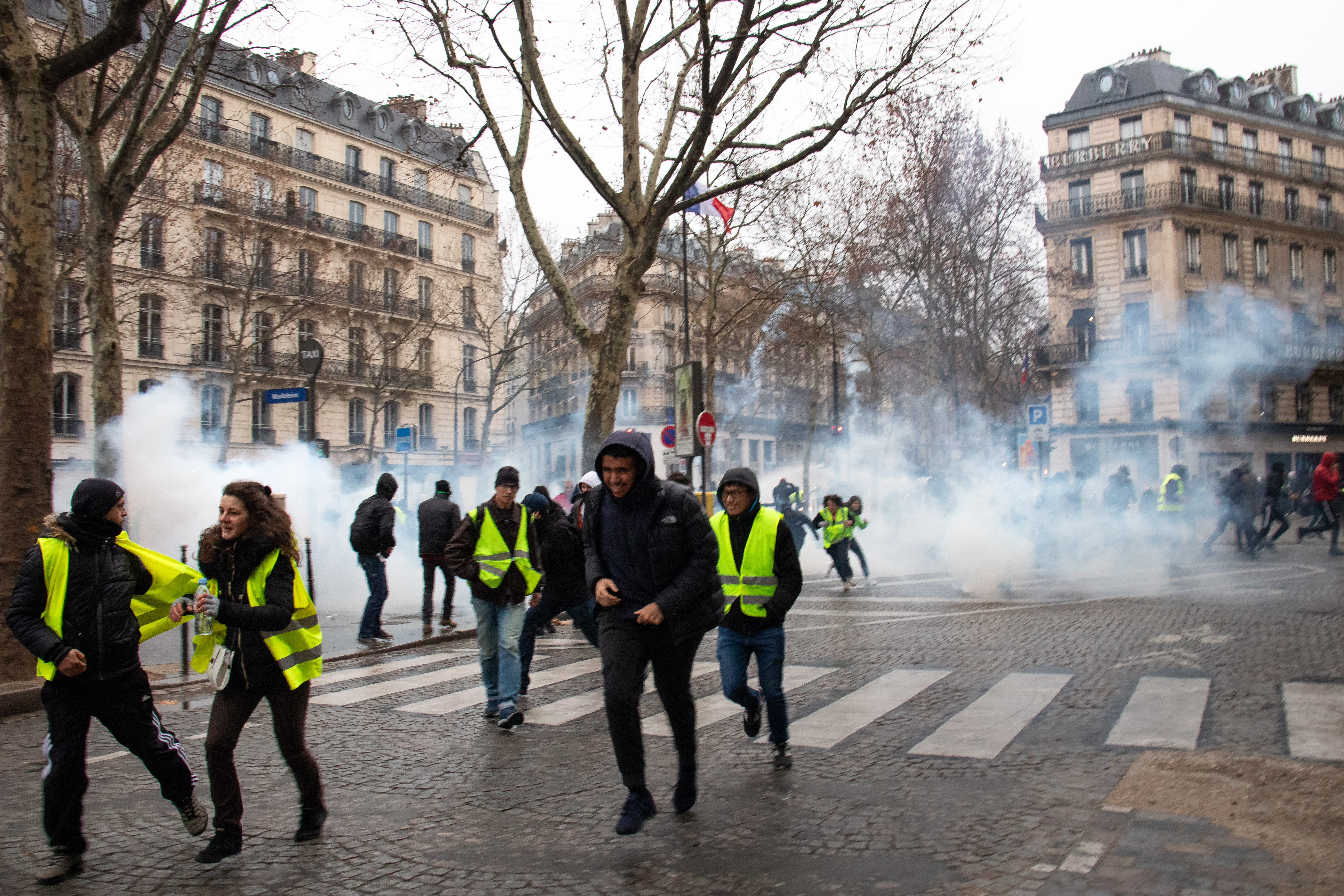
Применение полицией в Париже во Франции слезоточивого газа 8 декабря 2018 года

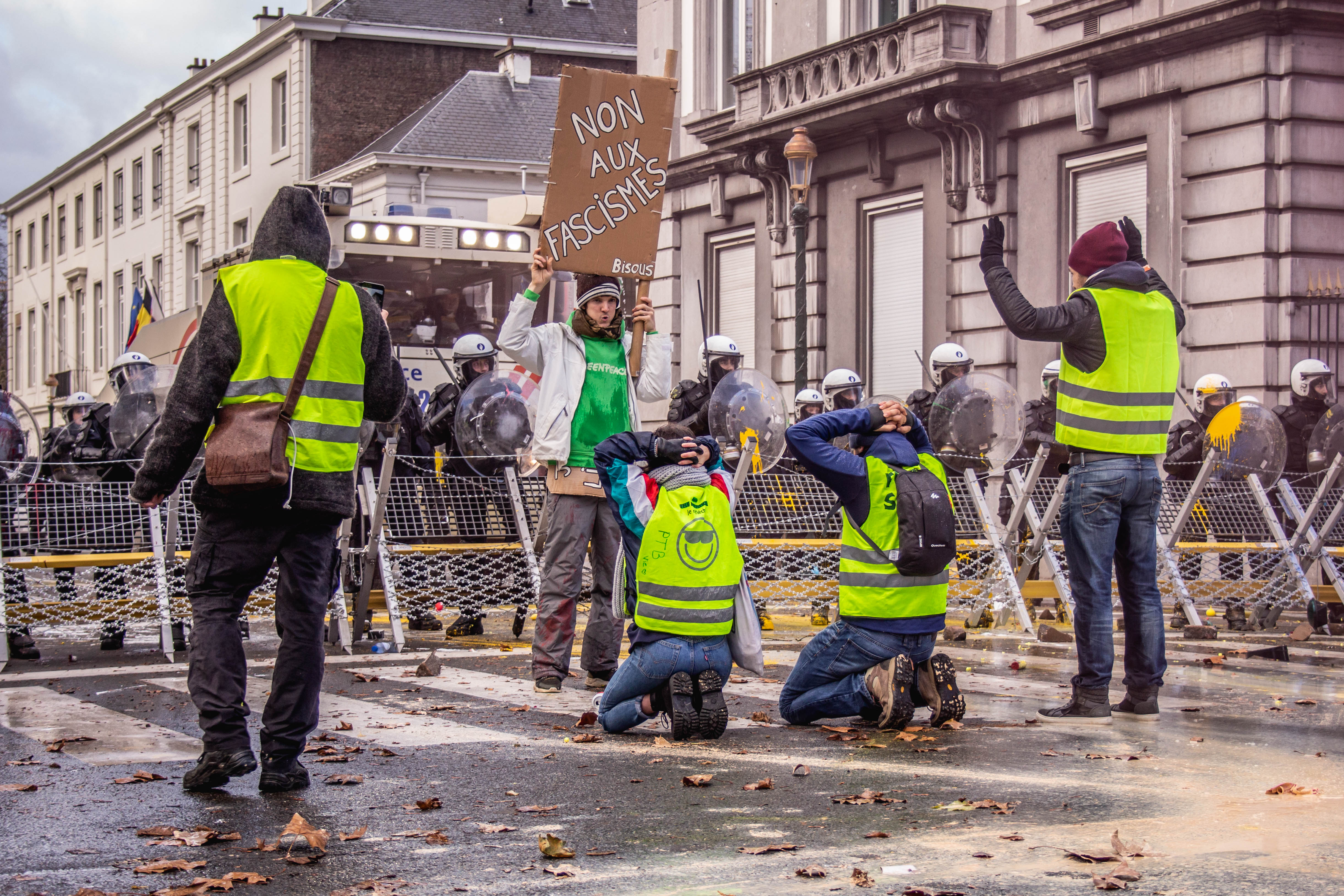
Движение жёлтых жилетов в Брюсселе в Бельгии 8 декабря 2018 года

Движение жёлтых жилетов (фр. Mouvement des Gilets jaunes) — спонтанное протестное движение, возникшее во Франции без выраженного лидера, появившееся в конце 2018 года.
Движение названо так из-за светоотражающих жёлтых жилетов, используемых участниками манифестации с целью идентифицировать принадлежащих к этому движению. Первоначально причиной данных манифестаций послужило намерение президента Макрона повысить налог на углеродное топливо, в основном на дизель. Затем требования участников расширились до широкого спектра других социальных и экономических требований. Движение быстро стало массовым и распространилось по всей стране. Его открыто поддерживают несколько лидеров оппозиционных политических партий и политических движений: от левых (Жан-Люк Меланшон и Оливье Безансно) и центристских (Жан Лассаль) до правых (Лоран Вокье и Марин Ле Пен).

## Хронология

### Происхождение и призыв к движению
В отличие от предшествующих протестов из-за увеличения цен на топливо, организованных профсоюзами, это движение было создано исключительно посредством интернета и социальных сетей. Инициатива призыва к движению исходила от автомобилистки из департамента Сена и Марна (регион Иль-де-Франс), опубликовавшей в мае 2018 года онлайн-петицию с целью снизить цены на топливо. Призыв оставался незамеченным до публикации его 12 октября во французской газете «Parisien». 25 октября онлайн-петиция собирает 225 000 подписей, а к концу ноября превышает миллион. Популярным стал сюжет с фермером, который, сидя за рулём трактора, приглашает президента на свою ферму познакомиться вживую с тяжёлой сельскохозяйственной повседневностью. Затем 51-летний житель региона Бретань публикует видео, которое в ноябре 2018 собирает более 6 млн просмотров. Далее водитель региона Иль-де-Франс призывает заблокировать Парижскую окружную дорогу (фр. Boulevard périphérique de Paris) и некоторые парижские улицы 17 ноября 2018. Эту идею перенимают также и другие регионы Франции.

### Требования французских "жёлтых жилетов"
25 требований французских «желтых жилетов»:
1. Экономика и труд. Созыв всенародного собрания для реформы налогообложения. Законодательный запрет на налоги, превышающие 25 % состояния гражданина.
2. Немедленное повышение на 40 % минимальной зарплаты, пенсий и прожиточного минимума.
3. Немедленно создать новые рабочие места в сфере здравоохранения, образования, общественного транспорта, правопорядка и т.д., чтобы обеспечить должное функционирование всех инфраструктур.
4. Немедленно приступить к строительству 5 миллионов единиц доступного жилья, тем самым обеспечив снижение аренды, ипотеки и создание рабочих мест в сфере строительства. Строго карать мэрии и обладминистрации, оставляющие бездомных под открытым небом.
5. Уменьшить размеры банков и разбить банковские монополии, тем самым защитить финансовый сектор от кризиса. Запретить банкам с вкладчиками заниматься биржевыми спекуляциями. Запретить «спасать» неликвидные банки деньгами налогоплательщиков.
6. Аннулировать внутренний долг как фикцию. Такого долга не существует, он был уже выплачен много раз подряд.
7. При народной поддержке переписать Конституцию в интересах полновластия народа. Узаконить общие референдумы по народной инициативе.
8. Запретить лоббирование и схемы влияния. Запретить лицам с судимостью пожизненно занимать выборные должности. Запретить занимать несколько выборных должностей по совместительству.
9. Фрекзит. Выйти из ЕС, вернуть наш политический, финансовый и экономический суверенитет (такова была воля народа в референдуме 2005г.). Возобновить циркуляцию собственной валюты, выйдя из Лиссабонского договора. Даже эта одна мера уже сэкономит нам 50 миллиардов евро в год.
10. Прекратить практику бегства от налогов. Вернуть 80 миллиардов евро, которые крупнейшие 40 компаний должны государству, которое не торопится их востребовать.
11. Немедленно прекратить дальнейшую приватизацию и вернуть в собственность государству уже приватизированное имущество: аэропорты, железные дороги и автострады, парковки...
12. Немедленно убрать с дорог радары и стоп-камеры. Они бесполезны в предотвращении дорожных происшествий и являются ничем иным, как завуалированным налогом.
13. Национальная система образования — исключить идеологию из образования и критически пересмотреть деструктивные и дискредитированные методики обучения.
14. В сфере юстиции — увеличить бюджет в четыре раза. Прописать в законах максимальное разрешённое время ожидания для юридических процедур. Упростить судебную систему. Сделать правосудие бесплатным и общедоступным.
15. СМИ. Разбить медийные монополии, искоренить кумовство между СМИ и политиками. Сделать СМИ общедоступными и гарантировать разнообразие мнения. Запретить редакторскую пропаганду. Прекратить субсидии СМИ — 2 миллиарда в год. Прекратить налоговые поблажки журналистам.
16. Гарантировать гражданские свободы. Прописать в Конституции полный запрет на вмешательство государства в дела образования, здравоохранения и института семьи.
17. Окружающая среда и здоровье. Законом обязать производителей техники продлить срок годности до 10 лет минимум. Обязать их иметь в наличии запчасти.
18. Так скоро, как только возможно, запретить производство и обращение пластиковой тары и прочей упаковки, засоряющей окружающую среду.
19. Ограничить влияние фармацевтических компаний на систему здравоохранения. Провести всенародный съезд по реформе здравоохранения.
20. Сельское хозяйство. Запретить ГМО, пестициды, подозреваемые в развитии раковых заболеваний и патологии эндокринной системы. Запретить использование сельскохозяйственных угодий без ротации посевов.
21. Заново провести индустриализацию страны, с целью отказа от импорта, как причиняющего наибольший вред экологии.
22. Внешняя политика. Немедленно выйти из НАТО. Законодательно запретить использование французских войск в войнах агрессии.
23. Отношения Франции и Африки. Прекратить политику грабежа, прекратить военное и политическое вмешательство. Отдать деньги и собственность диктаторов, нажитые нечестным путём, народу Африки. Немедленно вернуть домой французские войска. Покончить с системой франк КФА [прим. — колониальная система обязывает африканские страны держать валютные запасы — и платить за это «удовольствие» в центробанке Франции] системой, которая удерживает Африку в нищете. Вести переговоры как равные с равными.
24. Прекратить поток иммигрантов, — поток, который у нас нет средств ни принять, ни интегрировать, и который вверг нашу страну в глубочайший кризис, который подвергает опасности наше выживание.
25. Во внешней политике — исключительное уважение к международному праву и подписанным соглашениям.
Пусть эти 25 мер не поменяют нашу повседневную жизнь мгновенно. Но даже пункты 9 и 10 принесут 130 миллиардов в казну. Франция — страна, богатая отважными и трудолюбивыми людьми. Мы не заслуживаем жить в нищете.

### Первые действия
9 ноября 2018 года, во время прибытия Эмманюэля Макрона в город Альбер (департамент Сомма) по случаю церемонии, посвящённой Первой мировой войне, несколько манифестантов в жёлтых жилетах пытаются прорваться к президенту, но их останавливает полиция, обеспечивающая безопасность Макрона.
10 и 15 ноября 2018 года несколько активистов пытаются заблокировать кольцевую развязку в городе Ле-Нёбур (регион Нормандия).
14 ноября 2018 мэр коммуны Морбек (регион О-де-Франс) вывешивает огромный плакат на фасад ратуши в знак поддержки движения «жёлтых жилетов». В интервью, транслируемом французским каналом TF1, президент Эмманюэль Макрон заявляет, что французы имеют право протестовать.
15 ноября 2018 года в городе По (регион Новая Аквитания) «жёлтые жилеты» организуют акцию «бесплатный проезд на автомагистрали (фр. péage gratuit)» и «операция улитки (фр. une opération escargot)», блокируя пункт приёма оплаты на автомагистрали А64 и пропуская автомобилистов бесплатно.

### 17 ноября
Движение начинается рано утром в Париже, где в 7:30 утра участники манифестации блокируют Парижскую окружную дорогу. Во время протеста в коммуне Ле-Пон-де-Бовуазен (регион Овернь — Рона — Альпы), автомобилистка, окружённая толпой манифестантов, стучащих по её машине, запаниковала и непреднамеренно нажала на газ, тем самым задев одного из участников протеста, 63-летнюю пенсионерку Шанталь Мазэ. От полученных травм женщина скончалась. В департаменте Па-де-Кале был госпитализирован пешеход, получивший 16 мелких ран в ходе многочисленных инцидентов. В начале дня несколько десятков манифестантов проводили акции на Елисейских Полях, в районе площади Шарля-де-Голля, затем они двинулись к Елисейскому дворцу, прежде чем оказались заблокированными на Площади Согласия.
На следующий день Министр внутренних дел Франции подвёл итоги манифестации: 300 000 человек приняло участие в акциях по всей Франции по данным на 17 часов, 1 человек погиб, 409 ранено, 117 арестовано.

### Следующие дни
18 ноября, к 10 часам утра, манифестанты в жёлтых жилетах отправились к главному входу парижского Disneyland, где в знак протеста, убрав преграждения, организовали бесплатную парковку для автовладельцев. В этот день акции протеста проходят и в других городах Франции. По данным источников, 46 000 полицейских остаются мобилизованными.
По данным Министерства внутренних дел Франции, 30 000 человек принимают участие в протестах 19 ноября.
20 ноября, по данным источников, мобилизовано 10 500 полицейских. Комендантский час введён с 20 до 24 часов во Франции и с 21 до 6 часов — в 14 городах на острове Реюньон.
Более 650 человек задержано в ходе протестов 21 ноября. Эмманюэль Макрон объявляет о мобилизации армии вследствие событий на острове Реюньон. По данным Министерства внутренних дел Франции, насчитывается 20 000 «активных жёлтых жилетов».
23 ноября один из участников движения на парковке торгового центра в г. Анже утверждал, что обладает взрывчаткой, и требовал, чтобы «жёлтые жилеты» были доставлены к Елисейскому дворцу. К разрешению ситуации подключилась полиция.

### Вторая неделя: 24 ноября — 1 декабря

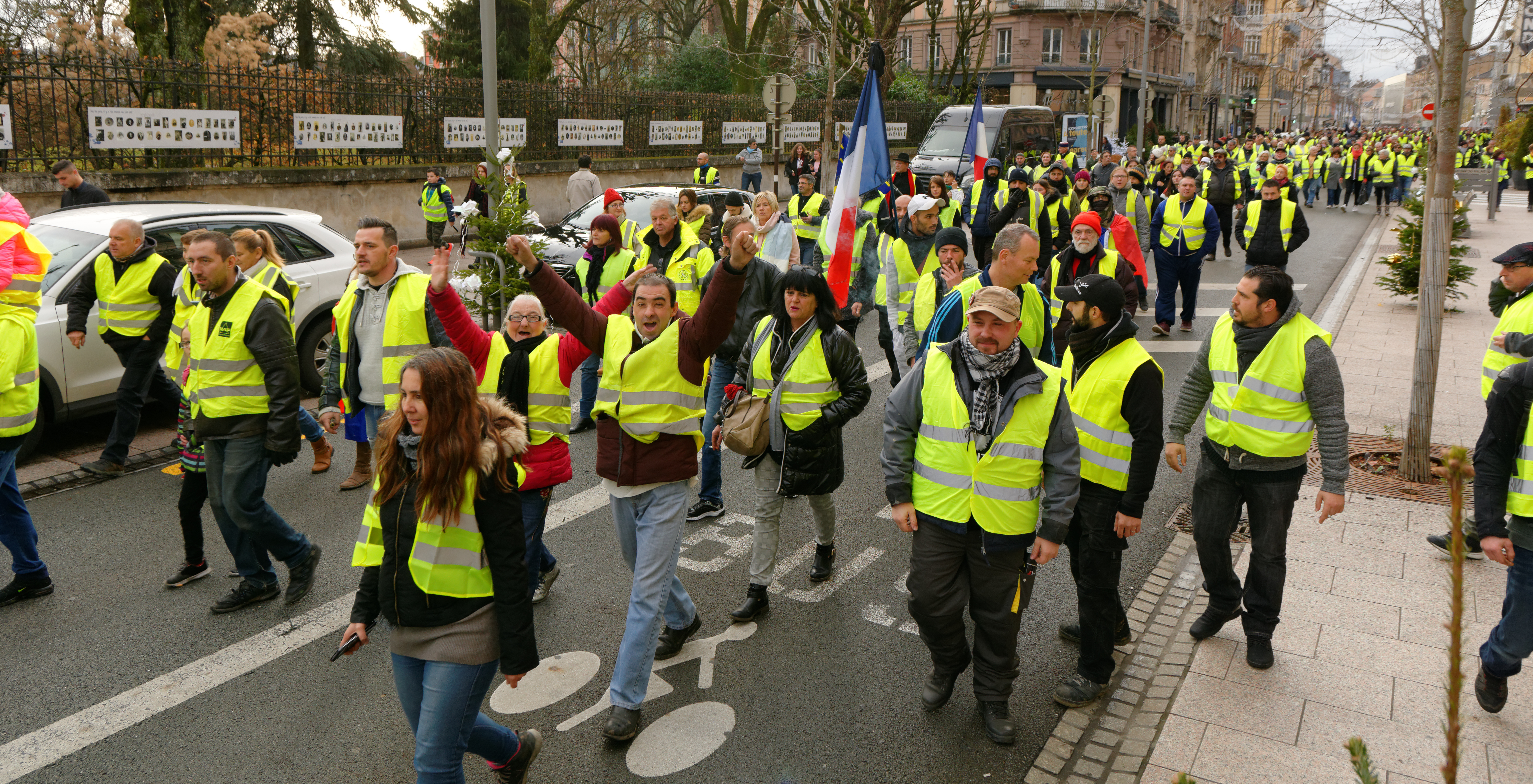
Бельфор

К концу первого дня акций, 17 ноября, в социальных сетях публикуется призыв провести протест в Париже. Предлагаемое место сбора — Елисейские Поля или площадь Согласия, но правительство выступает против и предлагает Марсово Поле, вызывая тем самым критику со стороны манифестантов. «Жёлтые жилеты» кажутся разделёнными: некоторые хотят массово пойти в Париж, а некоторые — продолжить блокировать остальную часть страны. 24 ноября в Париже установлены многочисленные полицейские контрольно-пропускные пункты. Но, столкнувшись с напором толпы, полиция позволила «жёлтым жилетам» пройти на Елисейские Поля, где манифестанты возвели баррикады. Во многих местах толпу разгоняют слезоточивым газом и водяными пушками. В ходе инцидентов ранено 19 человек, двое из которых сотрудники полиции, 35 человек арестованы. На следующий день Министр внутренних дел Франции подвёл итоги манифестации: 150 000 человек приняло участие в акциях по всей Франции по данным на 17 часов, 20 000 из которых — в Париже (из них 10 000 человек на Елисейских Полях).

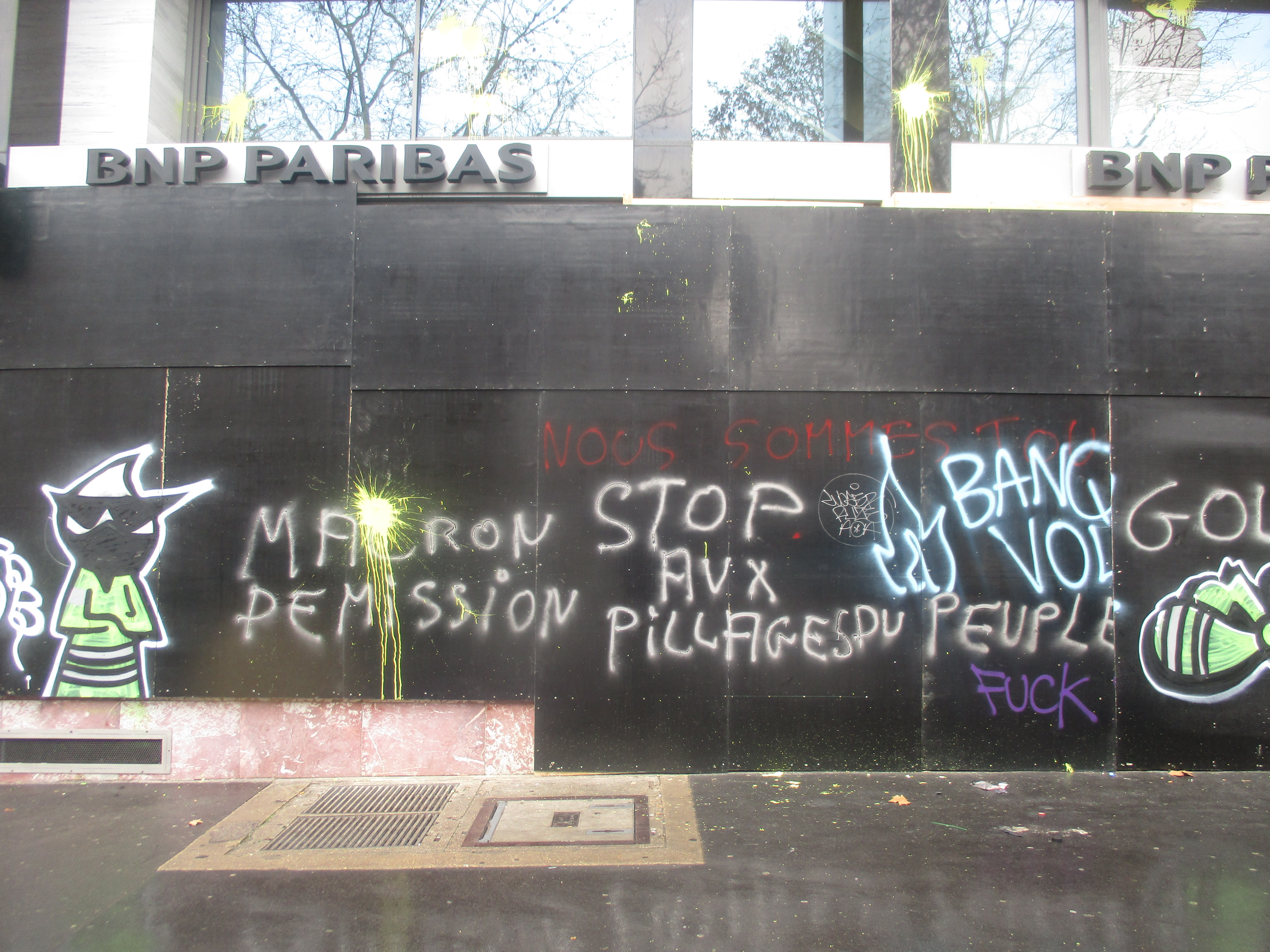
Банк подвергся вандализму в Париже

Манифестанты продолжают отдельные акции протеста по всей стране. Так, например, в г. Кале (департамент Па-де-Кале) происходит столкновение между «жёлтыми жилетами» и правоохранительными органами. Префектура департамента насчитывает 350—400 агрессивно настроенных граждан. Также сообщается о случаях вандализма и о трёх раненых, у одного из которых серьёзные поражения области лица. Один из магазинов, расположенных недалеко от круговой развязки, на которой происходили протесты, повреждён и разграблен. Четверо протестующих арестовано.
Продолжение протестов. В Париже задержано более 700 человек. Всего в стране задержано более полутора тысяч человек.
Глава МИД Франции Жан-Ив Ле Дриан сообщил, что началось расследование о вмешательстве России в ситуацию, связанную с протестами «жёлтых жилетов». Он заявил, что «связанные с Москвой порядка 600 аккаунтов» пытались влиять на события во Франции, используя, в частности, хэштэг #giletsjaunes («жёлтые жилеты»)[значимость факта?].
10 декабря президент Франции Эмманюэль Макрон объявил о введении чрезвычайного экономического и социального положения в стране, а также объявил, что минимальный размер оплаты труда (Smic) с 1 января 2019 года будет увеличен на 1,8 %, как и было объявлено ранее и предусмотрено трудовым кодексом (около 20 евро). Также будут увеличены рабочие премии (primes d’activitéés) примерно на 80 евро, которые оплачивают не работодатели, а соцстрах. При этом сумма зарплаты не должна превышать 1,2 Smic, то есть 1379 евро в месяц. В лучшем случае наёмный работник сможет получать чистый ежемесячный доход примерно 1430 евро в 2019 году с учётом премии (в конце же декабря 2017 года он получал 1307 евро).
Через неделю после объявления уступок со стороны президента Франции Эмманюэля Макрона «жёлтые жилеты» решили объявить уже пятую волну протестов. «Это именно тот момент, когда мы не должны сдаваться. Мы должны продолжать. Объявления Макрона недостаточны», — сказал один из инициаторов движения желтых жилетов Эрик Друэ.
Два политических лидера правительства Италии выразили свою поддержку французским «жёлтым жилетам».

## Дальнейшие события
Движение продолжилось и расширилось в 2019 году, приобретая вид регулярных ежесубботних массовых манифестаций с блокированием уличного движения. 15 апреля 2019 года вечером Макрон должен был выступить с обращением к жёлтым жилетам, но начавшийся пожар собора Богоматери отменил его выступление. Годовщина была отмечена трёхдневными манифестациями 16—18 ноября 2019 года.
«Одиннадцать человек потеряли жизнь с начала этого кризиса», — сказал Макрон на пресс-конференции по итогам переговоров с египетским коллегой Абделем Фаттахом ас-Сиси.

## Новый импульс движения с 5 декабря 2019 года
С 5 декабря 2019 года в связи с пенсионной реформой Париж охватили массовые забастовки и новые погромы с участием «жёлтых жилетов».
11 января 2020 года, по данным французской Всеобщей конфедерации труда, на протесты в столице вышли более 150 тыс. человек. Протесты представителей профсоюзов и «жёлтых жилетов», недовольных социальной политикой властей переросли в столкновения с полицией, демонстранты начали бросать в правоохранителей камни и бутылки, те в ответ применили слезоточивый газ. Новые столкновения произошли 28 января.
Невзирая на карантинные ограничения, связанные с пандемией COVID-19, 14 марта прошла очередная акция протестного движения «желтых жилетов».
Новые выступления протеста прошли в июле после празднования Дня взятия Бастилии.
В сентябре прошла новая волна выступлений ЖЖ. В Париже участники протестного движения собрались в нескольких точках: на Елисейских полях, у подножия базилики Сакре-Кер и в других местах. При этом префектура полиции предупредила, что запрещает проведение акций протеста в районе Елисейских полей, а также у Елисейского дворца, Национального собрания и резиденции премьер-министра. Управление парижского транспорта RATP 12 сентября закрыло около 50 станций метро и пригородных электричек RER. Акция переросла в столкновения с полицией, в ходе которых и были задержаны 275 человек. На юге Франции власти Тулузы не позволили аналогичную демонстрацию, сославшись на невозможность соблюдать меры противодействия коронавирусу. По данным МВД, по всей стране в демонстрациях принимали участие около 8,5 тыс. человек, в том числе 2,5 тыс. в Париже.

## 2022—2023
В 2022 и 2023 годах выступления «жёлтых жилетов» продолжились, но в с меньшим количеством участников.
11 сентября 2022 года "Желтые жилеты" пытались организовать большую протестную акцию в Париже, чтобы выступить против роста инфляции. Более чем 100 протестующих были задержаны.
19 ноября 2022 года "Желтые жилеты" вышли на митинги в честь четвертой годовщины начала протестов 17 ноября 2018. Полиция применила дубинки и слезоточивый газ против протестующих в Париже, а также отобрала у них баннер. Были зарегистрированы случаи беспричинного применения силы со стороны стражей порядка.
7 января 2023 года протестующие пытались перезапустить движение протестуя против пенсионной реформы, инфляции и роста цен на энергоносители. В МВД Франции заявили, что 4700 "Желтых жилетов" вышли на митинги по Франции, в том числе 2000 в Париже.

## Реакция властей
12 февраля 2019 года премьер-министр Филипп, отвечая на вопросы депутатов Национального собрания, сообщил, что за всё время протестов с ноября 2018 года осуждены за различные правонарушения в ходе выступлений 1796 участников движения, 1422 ожидают приговора. Выданы ордера на арест (mandat de dépôt) 316 человек, против более 1300 человек применена немедленная доставка в суд (comparution immédiate). 13 человек привлечены к расследованию (mise en examen) за вандальные действия в отношении Триумфальной арки 1 декабря 2018 года, ещё пятеро — за поджог в тот же день полицейской префектуры в Ле-Пюи-ан-Веле. 11 февраля суд Безье приговорил одного человека к году тюремного заключения за создание препятствий движению, хищение турникетов и порчу оборудования на контрольном пункте платной автострады А9 в период между 2 и 4 февраля 2019 года.
13 февраля 2019 года бывший боксёр Кристоф Деттингер приговорён исправительным судом Парижа к одному году ограничения свободы за нападение на двоих жандармов на мосту Леопольда Седара Сенгора в ходе акции «жёлтых жилетов» 5 января.
15 февраля 2019 года один из харизматичных лидеров движения, водитель грузовика Эрик Друэ, приговорён исправительным судом Парижа к одному месяцу тюремного заключения условно и 500 евро штрафа за организацию манифестаций без предварительного уведомления (organisation de manifestations sans déclaration préalable).
17 марта 2019 года президент Франции Эммануэль Макрон осудил беспорядки, устроенные накануне «жёлтыми жилетами». По его словам, протестующие намерены «уничтожить республику».
По итогам семи месяцев с ноября 2018 по июнь 2019 года участникам движения вынесено более 3100 обвинительных приговоров, из них около 400 — к тюремному заключению.
В апреле 2019 года активисты ЖЖ соорудили новый постоянный палаточный городок рядом с кольцевой развязкой Родаспиц, расположенной на въезда в Париж, где установили одиннадцать крестов, одетых в жёлтые жилеты, в память погибших товарищей.
11 января 2020 года правительство Франции решило временно отказаться от самого критикуемого положения проекта пенсионной реформы — достижения 64 лет для получения полной пенсии.

## Общественное мнение
13 февраля 2019 года социологическая организация Elabe провела опрос общественного мнения, в ходе которого 56 % респондентов высказались за прекращение движения жёлтых жилетов (это составило рост на 11 пунктов за месяц). Соответственно, количество желающих продолжения движения сократилось на те же 11 пунктов — до 43 %.
Летом 2019 года социолог Карин Клеман совместно с другими активистами написала и издала книгу о самом ярком низовом движении Европы последних лет «Мы – Желтые жилеты: наши первые 600 дней. Архивная копия от 15 июля 2021 на Wayback Machine»

## Протесты в других странах под символом жёлтых жилетов
- Бельгия
- Нидерланды
- Германия
- Испания
- Великобритания
- Португалия
- Венгрия
- Сербия — с 23 ноября 2018 года 8 недель подряд.
- Хорватия
- Ливан
- Ирак
- Швейцария
- Канада
- Индия
- Израиль
- Тунис
- Египет
- Финляндия
- Болгария
- Австралия
- Италия
- Тайвань
- Польша
- Пакистан
- Ирландия
- Россия (в Самаре 15 декабря 2018 года)